# Römisch-katholische Kirche im Iran

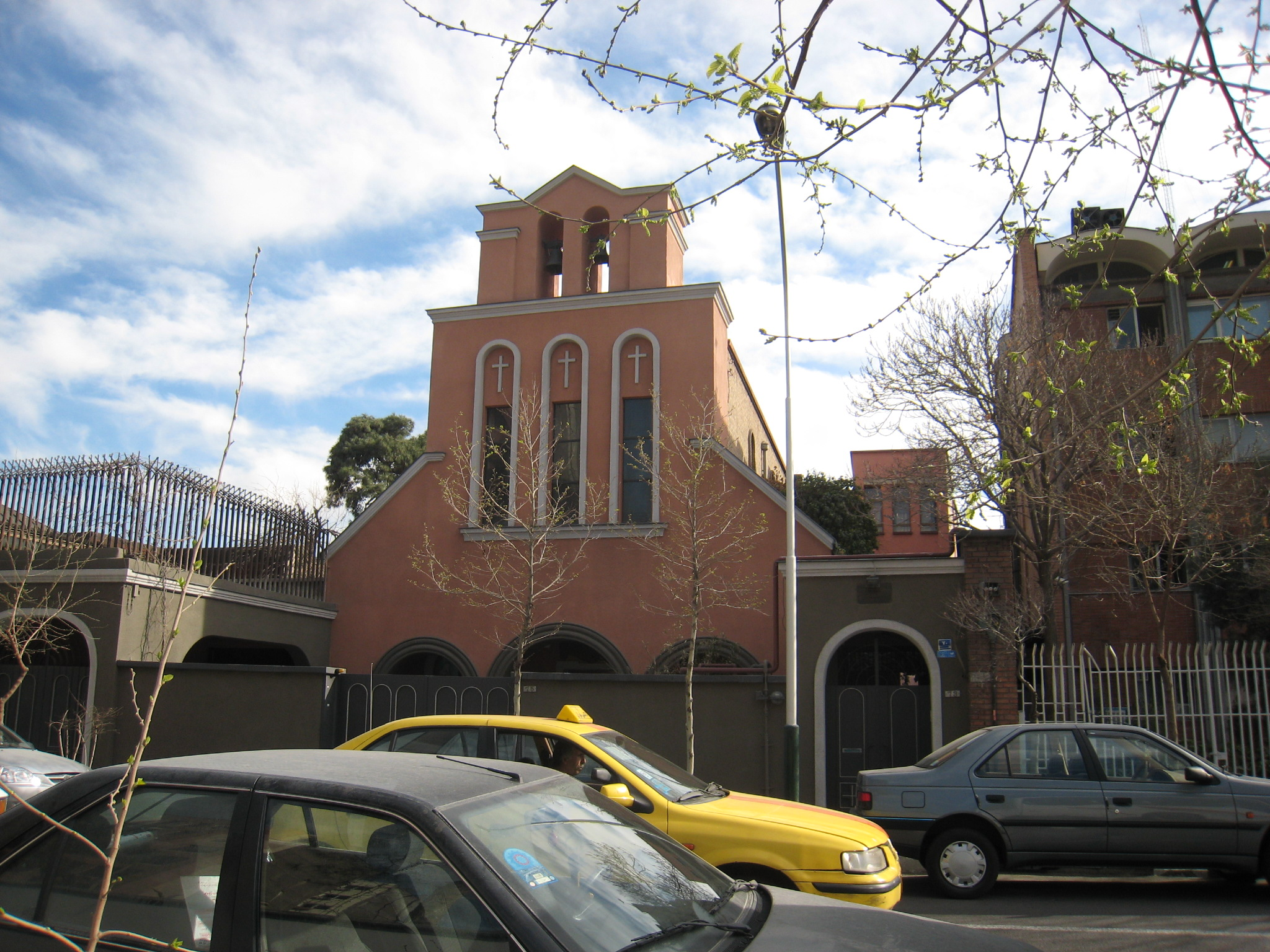
Kathedrale der Consolata, Teheran

Die römisch-katholische Kirche im Iran ist Teil der römisch-katholischen Kirche in der Gemeinschaft mit dem Bischof von Rom.

## Geschichte
Die Christianisierung von Persien wurde von der Assyrischen Kirche des Ostens geleistet.
Die Geschichte der katholischen Kirche im Iran begann im 13. Jahrhundert, als einige Dominikaner im Nordwesten des Iran ankamen. Die Einführung des Christentums wurde von mongolischen Khans begünstigt, die das Land beherrschten. Am 1. April 1318 wurde mit der päpstlichen Bulle Redemptor noster von Papst Johannes XXII. das Erzbistum Soltania mit sechs Suffraganbischöfen gegründet.

## Situation
Die römisch-katholische Kirche im Iran ist eine der ältesten christlichen Gemeinschaften im Iran, obwohl die Katholiken im Land nur eine kleine Minderheit sind. Am 31. Dezember 2005 gab es im Iran 69 Millionen Einwohner. Davon waren 24.565 beziehungsweise 0,035 Prozent der Gesamtbevölkerung Katholiken.
Der Großteil der Christen im Iran leben in der Hauptstadt Teheran und den Städten Isfahan und Schiras.

## Gesetzlicher Rahmen
Der Iran ist eine Islamische Republik.
Im Artikel 13 der Verfassung werden das Christentum, das Judentum und der Zoroastrismus als Minderheitsreligionen anerkannt. Die Konversion vom Islam zu einer anderen Religion oder Apostasie ist ein Kapitalverbrechen und wird mit dem Tode bestraft. Christen ist deshalb die Mission nicht möglich.
Kritik am Islam wird als Blasphemie ebenso mit dem Tode bestraft. Die drei Religionen sind als Dhimma zwar geschützt, ihre Anhänger sind in der Realität Bürger zweiter Klasse.

## Organisation
Die katholische Kirche des Iran ist in sechs Bistümern in drei Riten organisiert:
Lateinische Kirche
- Erzbistum Teheran-Isfahan

Chaldäisch-katholische Kirche
- Erzeparchie Ahvaz
- Erzeparchie Teheran
- Erzeparchie Urmia
  - Eparchie Salamas

Armenisch-katholische Kirche
- Eparchie Ispahan;

Im Annuario Pontificio 2011 wird eine Anzahl von 21.400 Katholiken angegeben. Davon sind 3.400 Chaldäer, 8.000 Armenier und 10.000 gehören dem lateinischen Ritus an. Im Iran gibt es 18 Pfarreien mit 18 Priestern.

## Bischofskonferenz
Liste der Präsidenten der iranischen Bischofskonferenz:
1. Erzbischof Youhannan Semaan Issayi (1980–1995)
2. Bischof Vartan Tékéyan ICPB (1995–1999)
3. Erzbischof Thomas Meram (2000–2003)
4. Erzbischof Ignazio Bedini SDB (März 2003–2007)
5. Erzbischof Ramzi Garmou (2007–November 2011)
6. Erzbischof Ignazio Bedini SDB (November 2011–20. Januar 2015)
7. Erzbischof Ramzi Garmou (2015–2018)
8. Erzbischof Dominique Kardinal Mathieu (seit 30. März 2022)

## Apostolischer Nuntius
Seit dem 19. Jahrhundert gibt es in Persien einen Apostolischen Delegaten. Dessen Gebiet trennte Papst Pius IX. von Mesopotamien ab. Am 2. Mai 1953 nahmen der Heilige Stuhl und der Iran diplomatische Beziehungen auf. Papst Pius XII. gründete die Internunziatur mit dem Breve Quantum utilitatis. Zur Apostolische Nuntiatur wurde diese am 25. März 1966 mit dem Breve Amicae necessitudinis von Papst Paul VI.

### Apostolischer Delegat
- Henri-Marie Amanton OP † (25. Mai 1860–vor dem 7. März 1865 zurückgetreten)[2]
- Nicolás Castells OFMCap † (23. November 1866[3]–7. September 1873 verstorben)
- Zaccaria Fanciulli OFMCap † (7. September 1873–4. November 1873 verstorben)
- Augustin-Pierre Cluzel CM † (30. März 1874–12. August 1882 verstorben)[4]
- Jacques-Hector Thomas CM † (4. Mai 1883–9. September 1890 zurückgetreten)[5]
- Hilarion-Joseph Montéty CM † (13. Februar 1891–1896 zurückgetreten)[6]
- François Lesné CM † (20. April 1896–11. Februar 1910 verstorben)[7]
- Jacques-Emile Sontag CM † (13. Juli 1910–27. Juli 1918 verstorben)
- Angelo Dolci † (?–21. Dezember 1921 zurückgetreten)
- Adriano Smets † (13. Januar 1922–1931 zurückgetreten)
- Egidio Lari † (1. Juni 1931–1935 zurückgetreten)
- Alcide Giuseppe Marina CM † (7. März 1936–18. Mai 1945 ernannt zum Apostolischen Delegaten in der Türkei)
- Paolo Pappalardo † (7. August 1948–19. März 1953 ernannt zum Apostolischen Internuntius in Syrien)

### Apostolischer Internuntius
- Raffaele Forni † (31. Juli 1953–24. September 1955 ernannt zum Apostolischen Nuntius in Venezuela)
- Giuseppe Paupini † (2. Februar 1956–25. Februar 1957 ernannt zum Apostolischen Nuntius in El Salvador und Guatemala)
- Lino Zanini † (24. August 1957–16. Juni 1959 ernannt zum Apostolischen Nuntius in Repubblica Dominicana)
- Vittore Ugo Righi † (13. Juli 1959–1. Februar 1964 ernannt zum Apostolischen Nuntius in Paraguay)
- Salvatore Asta † (23. März 1964–1966 ernannt zum Apostolischen Nuntius)

### Apostolischer Pro-Nuntius
- Salvatore Asta † (1966–7. Juni 1969 ernannt zum Apostolischen Pro-Nuntius in der Türkei)
- Paolino Limongi † (9. Juli 1969–1971 zurückgetreten)
- Ernesto Gallina † (13. März 1971–4. Januar 1976 zurückgetreten)
- Annibale Bugnini CM † (4. Januar 1976–3. Juli 1982 verstorben)
- Giovanni De Andrea † (26. Januar 1983–22. November 1986 ernannt zum Apostolischen Pro-Nuntius in Algerien und Tunesien und Apostolischen Delegaten in Libyen)
- John Bulaitis † (11. Juli 1987–30. November 1991 Ernennung zum Apostolischen Pro-Nuntius in Korea)
- Romeo Panciroli MCCI † (18. März 1992–1. Februar 1994 Ernennung zum Apostolischen Nuntius)

### Apostolischer Nuntius
- Romeo Panciroli MCCI † (1. Februar 1994–April 1999 Rücktritt)
- Angelo Mottola † (16. Juli 1999–25. Januar 2007, dann Apostolische Nuntius in Montenegro)
- Jean-Paul Aimé Gobel (10. Oktober 2007–5. Januar 2013, dann Apostolischer Nuntius in Ägypten)
- Leo Boccardi (2013–2021, dann Apostolischer Nuntius in Japan)
- Andrzej Józwowicz (seit 2021)